# Gastronomía de Campania

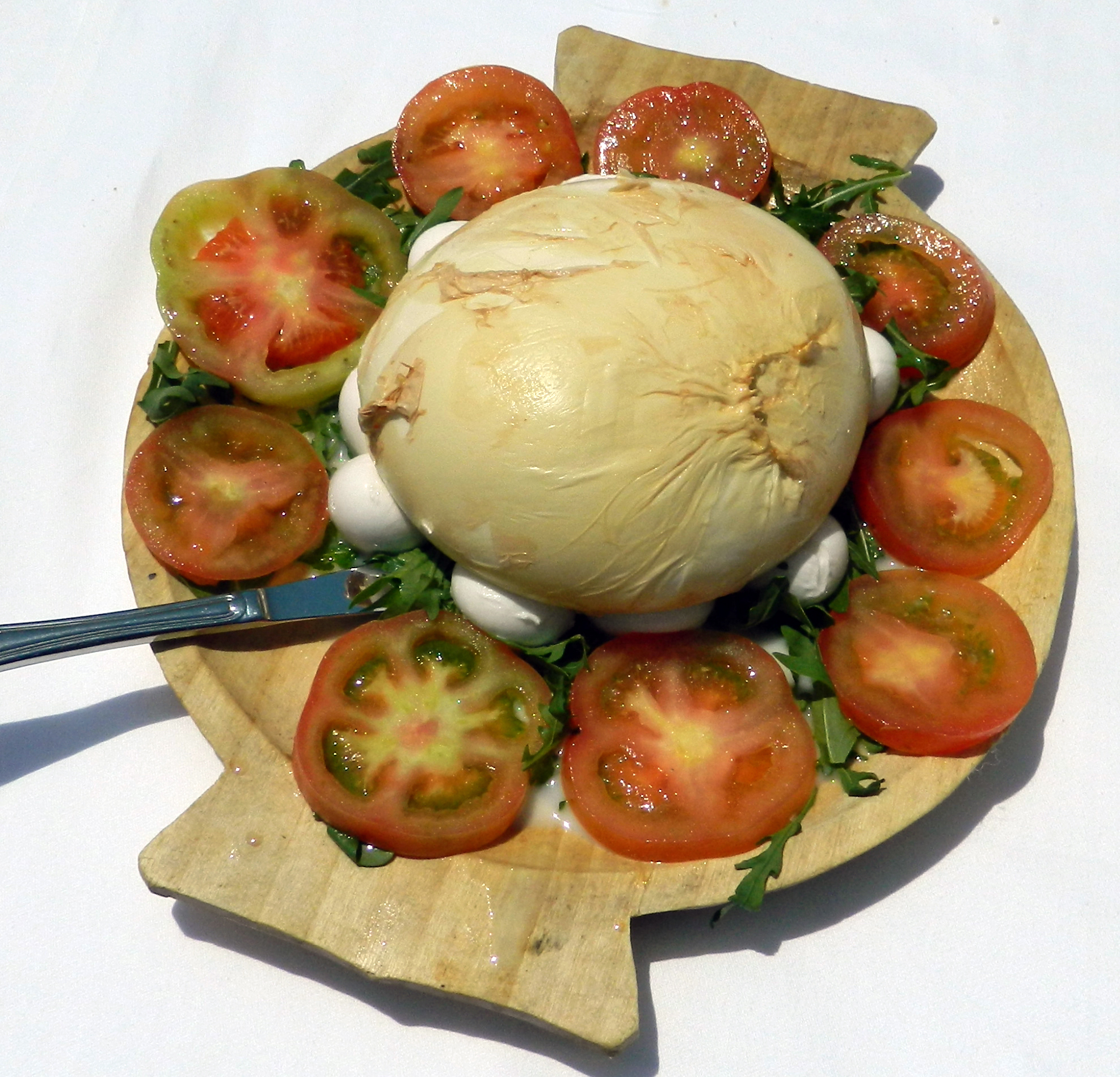
Provola campana.

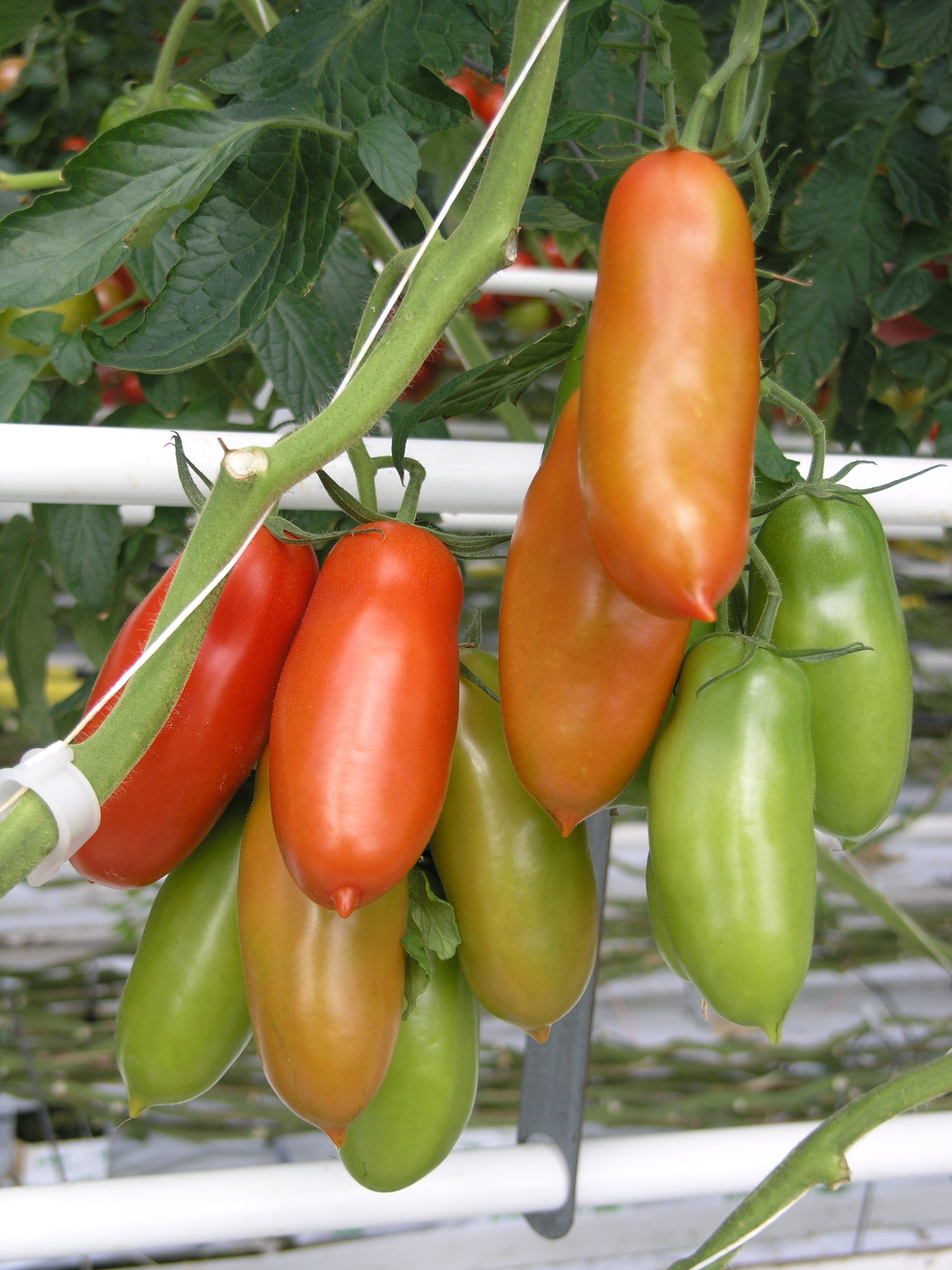
Tomate San Marzano

La gastronomía campana (cucina campana) son las tradiciones culinarias practicadas en Campania, región al sur de Italia, con capital en Nápoles. La Campania goza de un favorable clima mediterráneo y un suelo fértil gracias a la actividad volcánica, que han propiciado una cocina regional antigua, variada y que es conocida a nivel internacional gracias a preparaciones como la pizza, el timbal de macarrones, la lasaña, y a ingredientes básicos como la salsa de tomate, la mozarela de búfala o el gelato.
Asimismo, cabe destacar la pasta de Campania, que se caracteriza por ser una pasta seca, y la tradición culinaria local de pescados, mariscos y otros productos del mar.

## Ingredientes
Por los ingredientes de su dieta, la cocina campana se considera una cocina mediterránea. En el recetario tradicional es frecuentemente encontramos el perejil, la albahaca y otras hierbas mediterráneas.
Las Indicaciones Geográficas Protegidas (IGP) que la Unión Europea ha definido en Campania son:
| Producto                        | Provincia                       |
| ------------------------------- | ------------------------------- |
| IGP Alcachofa de Paestum        | Salerno                         |
| IGP Manzana Annurca             | Caserta, Nápoles y Benevento    |
| IGP Castaña de Montella         | Avellino                        |
| IGP Avellana Giffoni            | Salerno                         |
| IGP Limón de la costa de Amalfi | Salerno                         |
| IGP Pasta Gragnano              | Ciudad Metropolitana de Nápoles |

Las Denominaciones de Origen Protegidas (DOP) que la UE ha definido en Campania son:
| Producto                                                  | Provincia                                     |
| --------------------------------------------------------- | --------------------------------------------- |
| DOP Mozzarella de búfala                                  | Caserta, Nápoles y Salerno                    |
| DOP Cipollotto nocerino                                   | Avellino, Nápoles y Salerno (valle del Sarno) |
| DOP Tomate San Marzano                                    | Avellino, Nápoles y Salerno                   |
| DOP Tomates cherry Piennolo                               | Nápoles (valle del Vesubio)                   |
| DOP Provolone del Mónaco                                  | Caserta, Nápoles y Salerno                    |
| DOP Campania buffalo ricota                               | Ciudad Metropolitana de Nápoles               |
| DOP Aceite de oliva virgen extra Irpinia-Colinas de Ufita | Avellino                                      |

## Platos

### Primeros cursos y cursos individuales

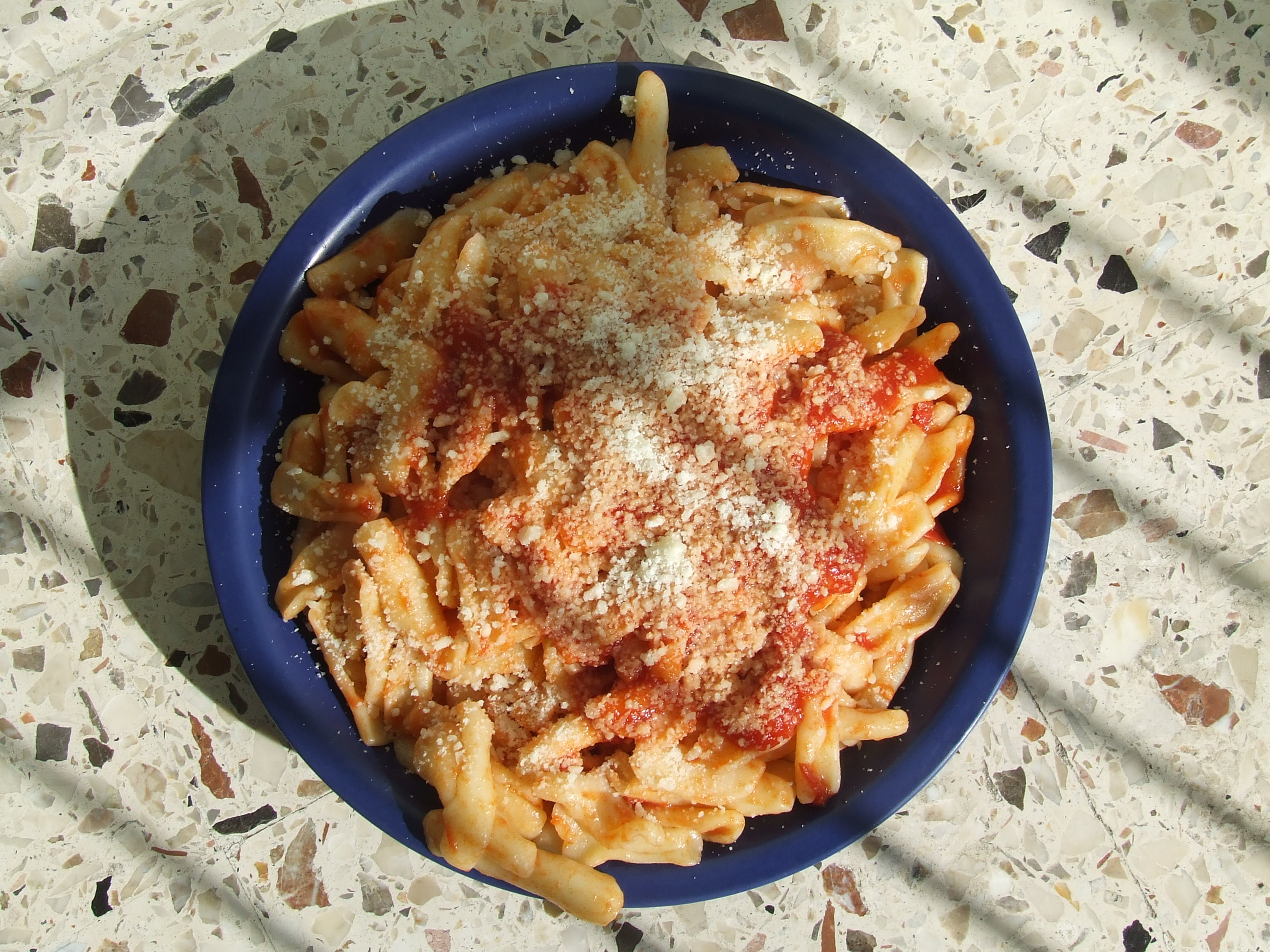
Un plato de crusìcchi, cavatelli típico de la cocina de Caggiano

Como primeros platos, la pasta de Campania juega un papel fundamental. Las formas más habituales de prepararlo son:
- Accio e baccalà (Irpinia)
- Espárragos al sciusciello (sopa típica de Cilento)
- 'O Cerino e bucatini (Nápoles)
- Bucatini alla Caporalessa, originados en la histórica taberna de Positano 'O Capurale, establecida en 1895 y dirigida por María D'Urso, conocida como la «caporalessa», y su marido. Los ingredientes básicos son berenjenas, provola, tomates pelados, aceitunas, alcaparras, albahaca y parmesano rallado.
- Calamarata (Nápoles)
- Calzone al horno
- Canelones napolitanos
- Cardone, un plato típico de la provincia de Benevento
- Cauraro: Sopa de Cilento hecha con anchoas y verduras.
- Ciarella, sopa pobre a base de huevo y cebolla, típica de la zona flegrea.
- Cicci Maritati (Cilento)
- Coppola di Garibaldi (atribuible a la tradición aristocrática napolitana del siglo XIX, es una tarta de fettuccine envuelta en una costra de jamón cocido y rellena de bechamel, mozzarella, champiñones y guisantes).
- Cuccìa: plato "pobre" típico de Cilento , es una sopa compuesta de varias legumbres (judías, garbanzos, trigo, maíz y otras según las variaciones locales) cocinadas por separado y luego reunidas en el plato junto con una rebanada de pan tostado. pan de molde.
- Curiuli (Valle del Titerno y en particular Cerreto Sannita y San Lorenzello)
- Cicatielli co'pulieio (Mirabella Eclano, Irpinia), una pasta fresca bastante pequeña que se enrolla con un solo dedo, creada a base de salsa de tomate, y pulieio (una hierbabuena muy aromática) y pimiento picante, una variante es con el además del "mendigo", que es un embutido de entrañas de cerdo.
- Cuzztiello es una variante de panino (bocata o bocadillo), por el cual el pan se vacía de miga y se rellena de ragú. De hecho, la costumbre prevé que uno de los dos extremos del pan campesino se priva de la miga de tal manera que la corteza crujiente se convierte en una especie de plato de sopa para contener ingredientes típicos de la tradición napolitana. La tradición dice que las albóndigas con salsa de carne rellenan el pan, pero con el tiempo esta clásica y tradicional receta ha dado lugar a varias variantes: parmesana, provola y brócoli, estofado y patatas...
- Tortilla de pasta (Nápoles)
- Tortilla Scammaro (Nápoles)
- gato patata
- Ñoquis estilo Sorrento
- Lasaña napolitana
- Lagane cicer' e baccalà, pasta de harina de trigo duro, consistencia de pappardella, pero más corta, cocinada con garbanzos o "cecerchie", y también se puede añadir bacalao, crusco pepper (Irpinia)
- Mallone con brócoli, patatas y pizza de maíz (Irpinia)
- Manfredi con salsa de carne y ricota (Nápoles y alrededores)
- Sopa cocozza longa (Lagenaria longissima), típica de Cilento
- Minestra maritata , sopa compuesta por una selección de verduras con la adición de salchichas , morro y pie (o' père y o' muss) de cerdo , ternera y pollo
- Maracuciata (Cilento)
- Loza paccheri (Nápoles y alrededores)
- Paioca de Pellezzano
- Panorra (Provincias de Caserta y Benevento)
- Panuozzo (Gragnano)
- Parigina La parigina es una receta napolitana: es una mezcla entre una pizza y una rústica, porque tiene una base blanda de masa de pizza, un relleno fibroso de provola, jamón cocido y tomates, y todo está cubierto con una capa de masa quebradiza. navegar.
- Pasta gratinada (herencia de la cocina cortesana servida por el monzù, consiste en un timbal de macarrones rebozados con pan rallado y sazonado con bechamel, jamón, mozzarella y otros ingredientes; se diferencia de la tradicional pasta al horno por su consistencia, de hecho bajo la capa crujiente gratinada no se presenta como un solo cuerpo sino como una pasta suelta, blanda y fibrosa)
- Pasta alla Montglas, un plato de origen aristocrático
- Pasta con salsa de carne (Nápoles)
- Pasta boloñesa (Nápoles)
- pasta campolattaro
- Pasta alla Genovese (Nápoles)
- Pasta alla Genovese di Mare (es una variante moderna cada vez más popular en los restaurantes de Campania, caracterizada por la sustitución del redondo de ternera o ternera por pulpo o atún)
- Pasta alla Lardiata
- Pasta alla Monteroduni
- Pasta allo Scarpariello (un primer plato pobre, disputado entre Nápoles y Aversa)
- Pasta al huevo y queso
- Pasta d'o gravunaro (Nápoles)
- pastas y garbanzos
- pastas y lentejas
- Pasta y patatas con provola (Nápoles)
- pasta y calabaza
- Pasta, frijoles y mejillones
- Pastellessa (Macerata Campana y Pórtico de Caserta)
- pastelería caggiana
- Pastiere montorese
- Pennette all'Ogliarese (primer plato tradicional de Salerno, a base de calabaza pelada, calabacín y tocino y sazonado con pimienta y queso rallado)
- Pimientos rellenos
- Perciatelli en el Príncipe de Nápoles
- pizza de escarola
- Pizza Margherita (Nápoles)
- Pizza marinara (Nápoles)
- Pizza Mastunicola (Nápoles)
- Arroz Y Col
- Escarola acolchada
- Sartù de arroz (Nápoles)
- Escarpela de Castelvenere

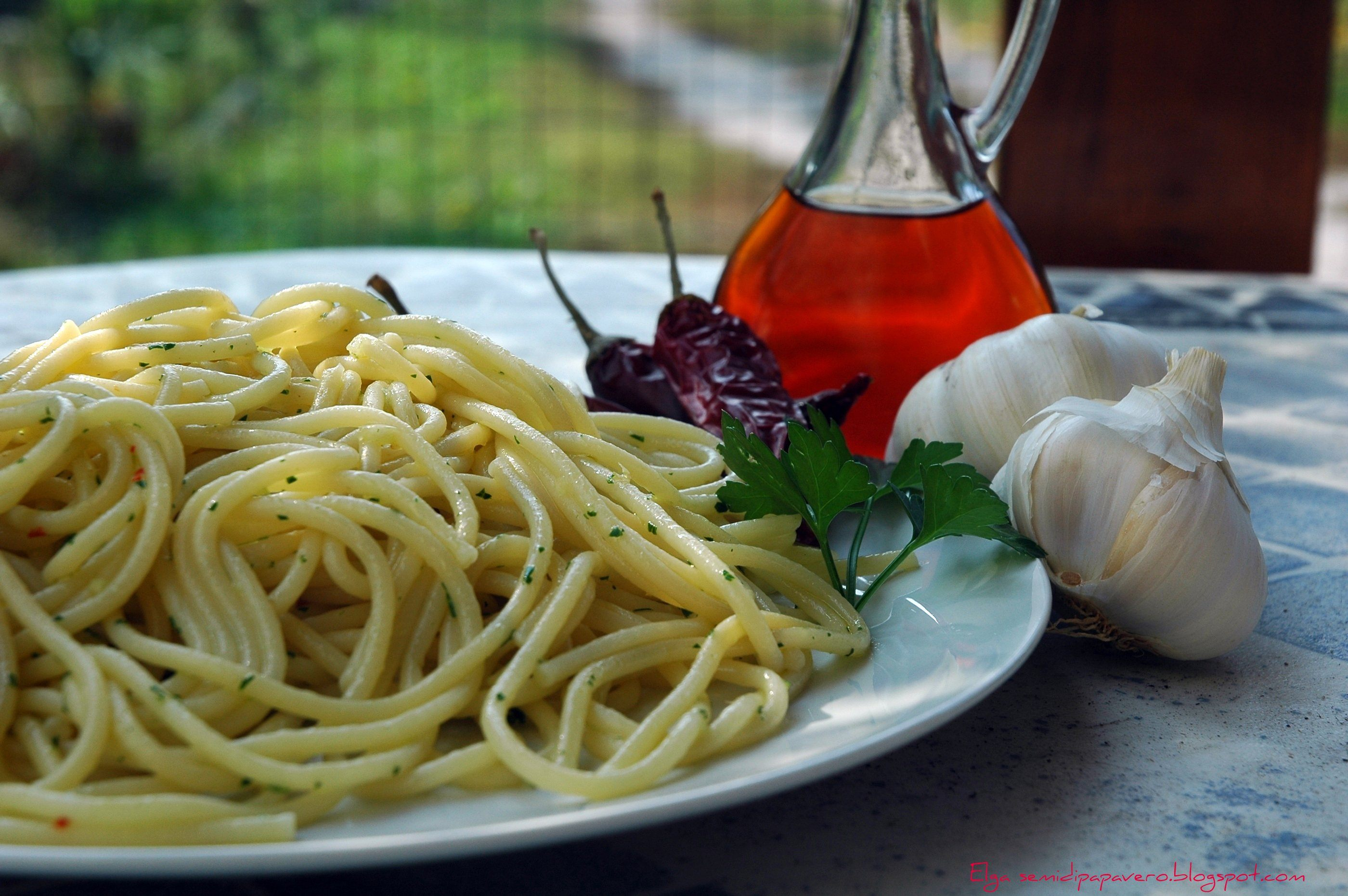
Spaghetti di Gragnano e colatura di alici.

- Espaguetis con ajo y aceite (Nápoles y Salerno)
- Espaguetis a la Ciamurra (Capri)
- Espaguetis a la Chiummenzana (Capri)
- Spaghetti alla Nerano (inventados en la década de 1950 en un restaurante en la aldea homónima de Massa Lubrense, pronto se convirtieron en un clásico de la cocina de Campania)
- Espaguetis palinureses (Cilento)
- Spaghetti alla puttanesca (los spaghetti alla puttanesca son un primer plato típico de la cocina napolitana, también llamados simplemente "aulive e cchiapparielle" (aceitunas y alcaparras)
- Espaguetis con almejas (Nápoles y zonas costeras)
- Espaguetis con marisco (Nápoles y zonas costeras)
- Espaguetis con salsa de anchoas (Cetara)
- Guisos Teggiano
- Taddi y habas (sopa típica de Cilento)
- Timballo Flammand (o Cerino di Bucatini; Nápoles)
- Tímpano del Cardenal
- Fideos de pertusana
- Sopa de mariscal (callos) (Nápoles)
- Sopa cicciata (Cilento)
- Sopa de carnacota (Nápoles)
- Sopa de frijoles maruzzara (Nápoles)
- Sopa de habas y escarola
- Sopa Frita (Nápoles)

### Segundos cursos
- Anchoas a la Maruzzella (Cilento)
- anchoas amoladas
- anchoas rojas
- Anchoas doradas y fritas
- anchoas marinadas
- Bacalao alla cannaruta (Receta napolitana de matriz aristocrática, que ha caído en desuso; el bacalao, enharinado y frito, se saltea en una sartén con cebolla, nueces, piñones y pasas y finalmente se licúa con vino blanco)
- Bacalao alla pertecaregna (Irpinia)
- Bacalao a la cazuela (a la napolitana)
- Chuletón de cabra (Valle del Sarno)
- Chuleta de cerdo con salsa de carne
- caponata napolitana
- cerdo en leche
- Carne alla Genovese (preferiblemente redondo de ternera)
- carne pizzaiola
- Catanazzo di Giovi (plato pobre tradicional de Salerno)
- coliflor gitana
- ciambotta
- Conejo all'Ischitana
- Costillas de cerdo con papacela
- Anguila marinada y capitone (Nápoles)
- Cecenielli frito
- filósofo napolitano
- tortilla de cebolla
- Mejillones a la pimienta (Nápoles)
- Ensalada de limón (Procida)
- Ensalada De Mar
- Ensalada de refuerzo (Nápoles)
- Mugliatielli (Irpinia)
- Maracuciata (Cilento)
- Cicci maritati (Cilento)
- 'O pere e 'o musso (Nápoles)
- Berenjena a la parmesana
- Patan' e cicc (Monte San Giacomo)
- pez de agua loca
- Albóndigas con salsa o fritas
- albóndigas a la corradina
- Albóndigas de San Biagio (Cilento)
- Albóndigas de San Pablo (Aversa)
- Pulpo alla luciana (Nápoles)
- Provola alla pizzaiola (Nápoles)
- salchichas y brócoli
- Sarchiapone di Atrani (el «Sarchiapone» de Atrani es un plato que las amas de casa del pasado preparaban principalmente en el día de la fiesta de Santa María Maddalena, patrona del pequeño pueblo de la costa de Amalfi. El ingrediente principal de esta receta es el largo calabaza, que se sirve con un relleno de carne, ricota y huevos picados insertados en la calabaza verde larga, previamente vaciada del interior. Cortada en trozos, la calabaza primero se espesa y luego, junto con el relleno, se hornea brevemente en el horno cubierto con abundante tomate)
- Sepia y guisantes
- Sfrionzola (Ottati)
- bacalao funtiello
- Tomacelle (albóndigas fritas hechas con hígado de cerdo y rábano picante, típicas de Teora)
- Atún al estilo Positano
- Calamares y patatas (es una combinación de mar y tierra, especialmente típica de la Costa Amalfitana)
- Huevos a la Monachina (otra creación de la cocina de Monzù , son huevos duros, rellenos de nata obtenida con yemas duras y bechamel espesa, luego rebozados y fritos. Se sirven como aperitivo)
- Murzillo 'e prievete huevos
- Huevos en el Purgatorio
- Zaonda (Morcone y pueblos vecinos)
- Sopa de pescado

### Aperitivos, comida callejera y guarniciones
- Acquasale (Cilento)

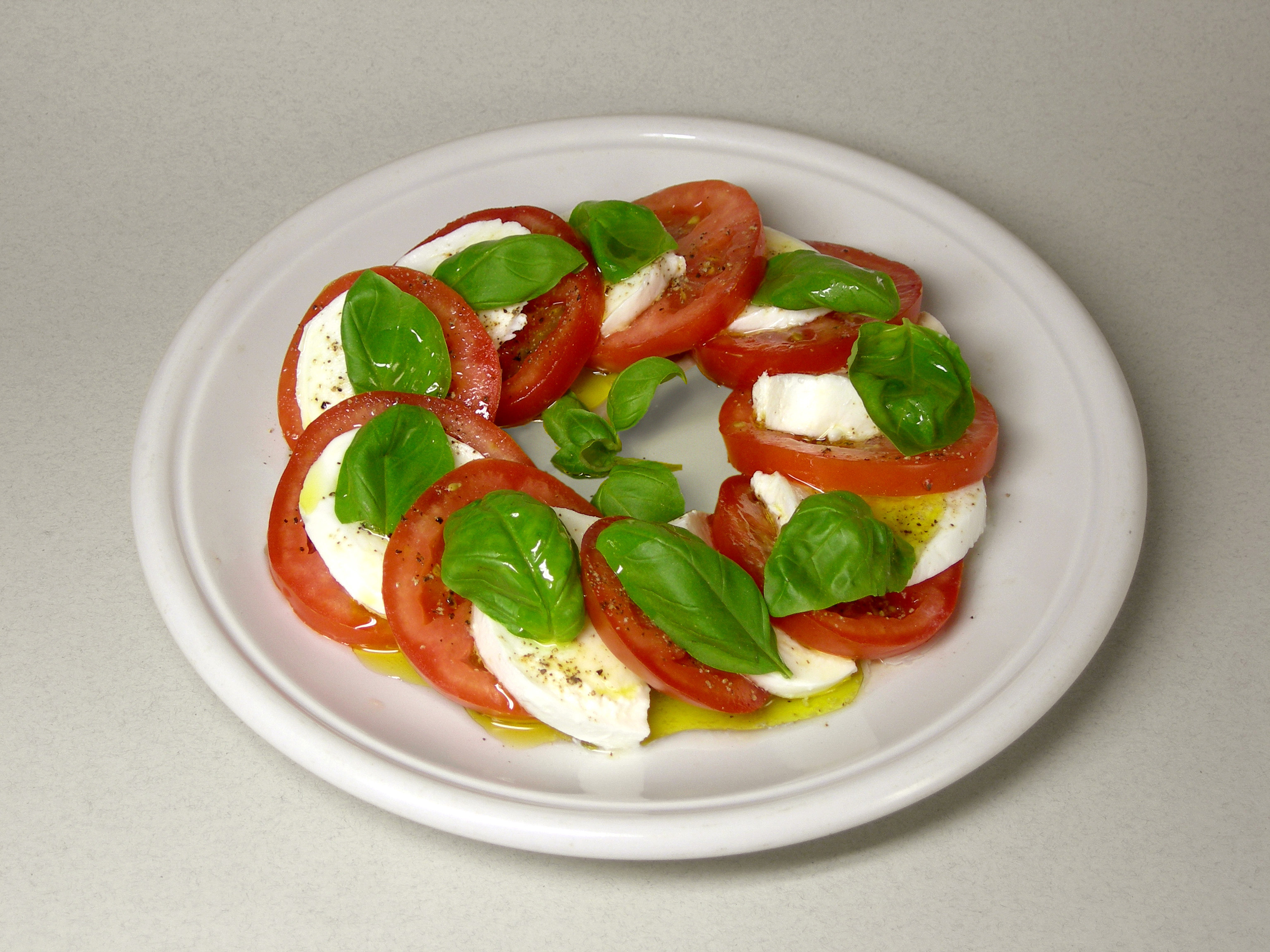
Ensalada caprese

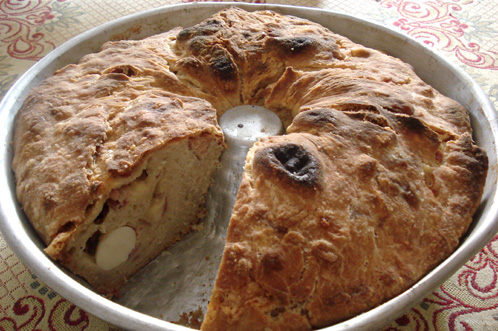
Casatiello

- Bruschettas, un plato campesino pobre de la cocina napolitana y muy extendido en toda Italia, nacido de la necesidad que tenían los agricultores de conservar el pan, servido hoy en día sobre todo como un aperitivo rápido
- Canascione
- Caprese es un aperitivo elaborado con mozzarella de búfala, tomate y albahaca.
- Casatiello es un pastel rústico típico de la cocina napolitana preparado durante el período de Pascua.
- Conglufi, otro legado de la cocina cortesana de Monzù y menos difundido que en el pasado, los conglufi son unos sabrosos brioches, con una forma parecida al babà, rellenos de bechamel, jamón, mozzarella, guisantes y champiñones
- Croquetas de patata o panzerotti
- Danubio
- Fioroni (Morcone)
- Tortilla de pasta (Nápoles)
- Buñuelos De Algas (Nápoles)
- Panqueques de masa cultivada (Nápoles)
- Panqueques con flores de calabacín (Nápoles)
- Friggitelli napolitano
- Berenjenas de barco
- Berenjenas con setas
- Berenjenas a 'ppullastiello
- Migliaccielli (Nápoles)
- Milza (meveza 'mbuttunata), cocinada en vinagre (Salerno)
- Mozzarella in carrozza (nacido como un "plato reciclado", consiste en rebanadas de mozzarella encerradas en dos rebanadas de pan de molde, que se mojan en huevo y leche y luego se fríen)
- Pan de Santa Chiara (Nápoles)
- Bola de arroz (variante napolitana del arancino siciliano)
- Sándwich napolitano
- Pizza alla Campofranco (Nápoles)
- Pizza del Monacone, una pizza rústica típica de Capri
- Pizza parigina, una pizza rústica rellena de tomate, queso, jamón y luego cubierta con una masa de hojaldre crujiente; la ciudad de París no tiene nada que ver con ella ya que por primera vez se habría preparado en honor al Soberano del Reino de las dos Sicilias, de aquí tomó el nombre de parisino traducido al italiano del dialecto napolitano "pa'regina"
- Pizza frita con ricota y cigoli (Nápoles)
- Pizza chiena (pizza completa, especialidad de Cannalonga )
- Pizza Ionna, guarnición a base de harina de sémola (trigo duro), mezclada con agua, sal y aceite, una vez que alcanza una consistencia sólida, se cuece en el horno, se utiliza como guarnición para sopas, salchichas y brócoli y otros platos (irpinia)
- Pizza r'erba, Irpinia rústica que se come a menudo durante las vacaciones de Semana Santa, rellena de ricota y espinacas, hay variaciones con otras verduras
- Napolitana rústica (caracterizada por la alternancia entre dulce y salado, es una pequeña concha de masa quebrada dulce rellena internamente con ricota y salami)
- Taralli manteca y pimienta (Nápoles)
- Tortano . En cambio, se llama tòrtano, el pastel rústico sujeto a la misma preparación que el casatiello , pero sin los huevos dispuestos en corona, al menos según la teoría de la historiadora Rosamaria Curcio.
- Callos a la Buonocore
- Scagliozzi
- Escarola a la Monachina
- Sciavola (Circello y municipios vecinos)
- Spiritosa di carrots (guarnición pobre de la cocina napolitana, consiste en rodajas de chirivía amarilla, cocidas en agua y luego puestas en una salsa fuerte de vinagre, pimienta, orégano y guindilla; se menciona en "Ventre di Napoli" de Matilde Serao )
- Struppoli, San Salvatore Telesino
- Calabacín alla scapece (Nápoles)
- Gitano (Ischia)

### Dulces
- Babà (Nápoles)
- Galleta de cereza
- Biscotto di Castellammare
- Cannoli de cilentano
- cartuchos napolitanos
- Charla
- Cola de langosta
- Coviglia
- Cupeta
- Delicia al limón (Sorrento)

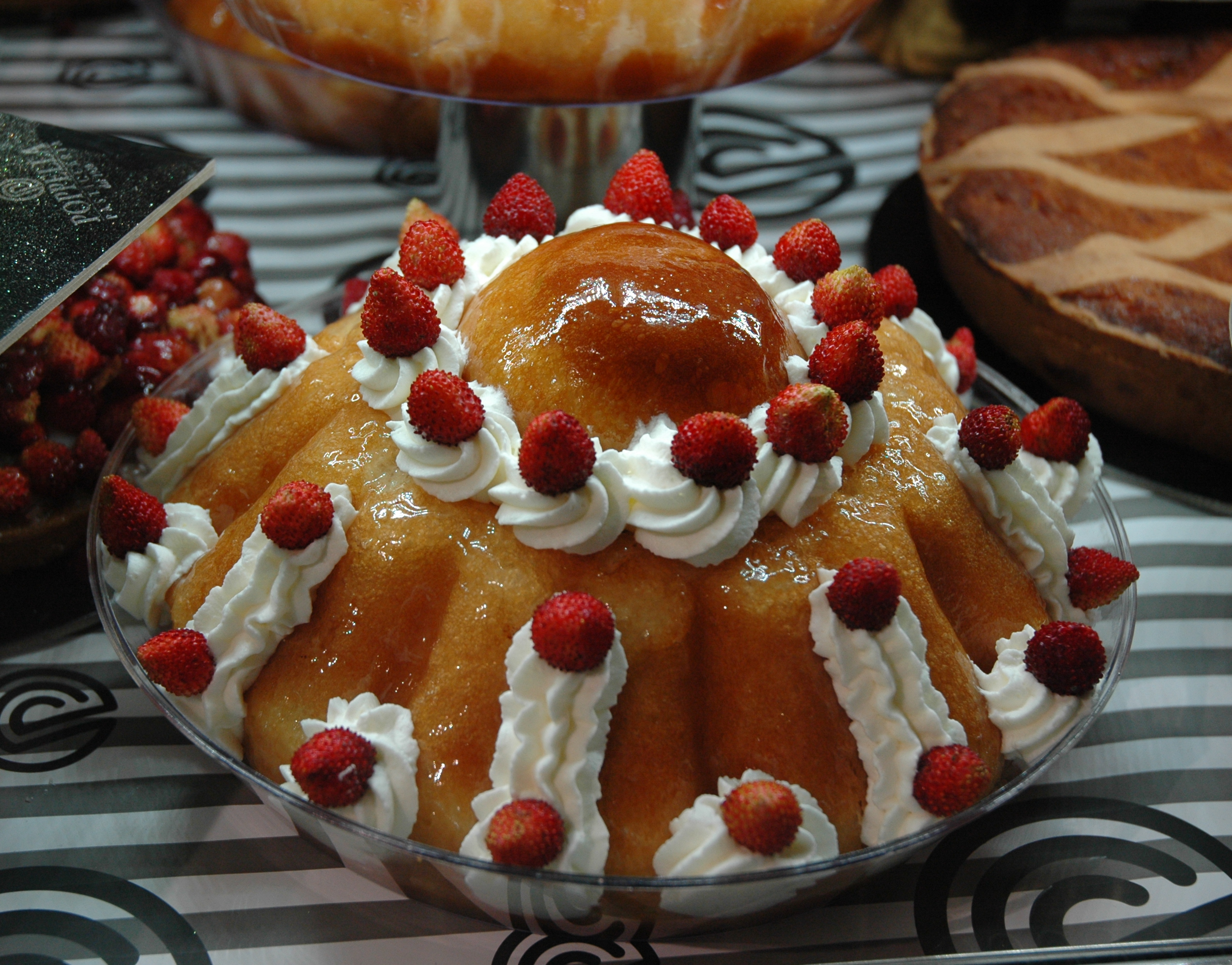
Babà

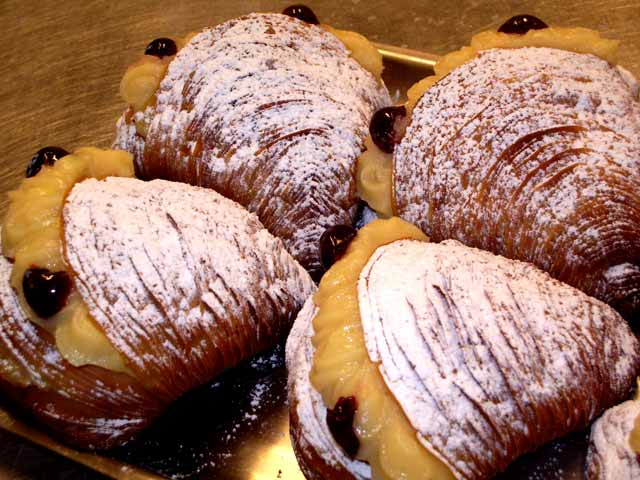
Sfogliatelle

- Delicioso (compuesto por dos bizcochos de masa quebrada superpuestos, recubiertos de azúcar glas y rellenos de crema de mantequilla y avellanas picadas. Es uno de los "puntos fuertes" de la pequeña bollería napolitana)
- Divino Amore (son dulces glaseados rellenos de almendras, fruta confitada, huevos y mermelada de albaricoque; fueron inventados en el monasterio napolitano homónimo y ya no existente en la época angevina)
- Pastel de San Pascual (Nocera Superiore)
- Higos envasados ( Cilento )
- Copo de nieve. Los copos de nieve son dulces golpeados que se están despoblando en Nápoles; fueron inventados por la pastelería de Rione Sanità, "Poppella". Es un brioche con un relleno de crema de leche, ricota y nata. Les gustaron tanto que, desde entonces, muchas pastelerías han comenzado a producirlos.
- Francesina
- Tirantes napolitanos
- Guante Caleno ( Calvi Risorta )
- Lingua di Procida (consiste en un postre de hojaldre relleno de crema de limón)
- Berenjenas de chocolate de la costa de Amalfi
- Migliaccio
- Ministerial (fue inventado por la famosa familia pastelera napolitana de los Scaturchios en la década de 1920; es un medallón cubierto de chocolate negro con una suave crema de licor en el interior, también compuesta de ricota, frutas y avellana)
- Monachina (es un postre en forma de media luna, hecho de hojaldre, relleno de crema pastelera y mermelada de cereza negra o cereza negra en almíbar. Fue creado dentro del Monasterio de Trentatré ubicado en el centro histórico de Nápoles)
- mustaccioli
- Bolas de chupete (Vietri sul Mare)
- Panesiglio (Aversa)
- Pantorrone (Irpinia)
- Pasticella (Salerno y provincia)
- Pastiera (Nápoles)
- Piedra de San Girolamo (Aversa)
- Pizza Figliata (Pignataro Maggiore y alrededores)
- Pizzichinu (Teggiano)
- Polaco (Aversa)
- Thumbs del Mónaco (son deliciosos dulces, típicos del período navideño, elaborados con almendras, harina, miel y cáscara de naranja y cubiertos con chocolate negro y diavulilli. Originarios de Castellammare di Stabia, el nombre sugiere un probable origen monástico)
- Prusia (Nápoles)
- Puccellato (Pastel de Pascua típico de Fragneto l'Abate; sus orígenes se remontan a la Edad Media)
- Raffiuoli (inventado en el siglo XVIII en el monasterio napolitano de San Gregorio Armeno)
- Roccocò (su receta más antigua data del siglo XIV y se remonta al monasterio napolitano de Maddalena que ya no existe)
- morcilla
- Scauratielli ( Cilento )
- Scazzetta del Cardinale (este es un delicioso postre creado a finales del siglo XIX por el pastelero de Salerno Mario Pantaleone. El pastel consiste en dos discos de bizcocho que se cubren con un glaseado rojo, bañados en ron y rellenos de chantillí. nata y fresas)
- Scrippella (producida solo en Mondragone : la receta se transmite de madre a hija y el postre se produce solo alrededor de las bodas)
- Sfogliatella (sfogliatella nació en el siglo XVIII en el conservatorio de Santa Rosa da Lima en Conca dei Marini, no es casualidad que la versión original se llame "Santa Rosa"; a principios del siglo XIX toma posesión el pastelero napolitano Pintauro de la receta y la modifica, dando vida a la variante doble rizado y masa quebrada)
- Suspiros al limón (costa amalfitana)
- Spumone
- Struffoli (Nápoles)
- Susamielli
- Tennerata (típico de Castel San Lorenzo y pueblos vecinos; es un postre compuesto por rigatoni cocinados al dente, que luego se mezclan con una mezcla de queso ricota, leche, azúcar, huevos, canela, extracto de vainilla y limón rallado)
- Testa di moro (Nápoles)
- Turrón (Benevento y alrededores)
- Turrón de Muertos (Nápoles)
- Torta caprese (fue inventada en 1920 por el pastelero caprese Carmine Di Fiore, que olvidó añadir harina a la tarta a base de chocolate y almendras que estaba preparando; sigue siendo uno de los postres más populares de la tradición repostera de Campania y existen numerosas variantes, como la que sustituye el chocolate negro y la piel de naranja por el chocolate blanco y la ralladura de limón)
- Tarta de pera y ricota ( Costa de Amalfi )
- Vía Col Vento (Nápoles) Son dulces de pasta choux enriquecidos con crema pastelera que luego se espolvorean con azúcar glas y azúcar granulada. Muchas versiones incluyen un rincón del postre bañado en chocolate blanco o Nutella o un poco de crema, la elección es tuya.
- Zandraglia ( Boscoreale )
- Zeppole di San Giuseppe (los ingredientes principales son harina, azúcar, huevos, mantequilla y aceite de oliva, natillas, una pizca de azúcar glas y guindas en almíbar para decorar. En la tradición napolitana hay dos variantes de zeppole di San Giuseppe: frito y al horno.En ambos casos los zeppole tienen forma circular con un agujero central de unos 2 cm de diámetro y se adornan cubriéndolos con una crema pastelera con cerezas negras en almíbar por encima.Existen varias hipótesis sobre la invención de este dulce, refiriéndose tanto a las monjas de San Gregorio Armeno como a las de la Croce di Lucca, y las del Splendore, siempre en Nápoles.La primera receta escrita data de 1837, en el tratado de cocina napolitana de Ippolito Cavalcanti)
- Rosquilla de Nocelleto ( Carinola )

## Bebidas

### Licores y bebidas espirituosas

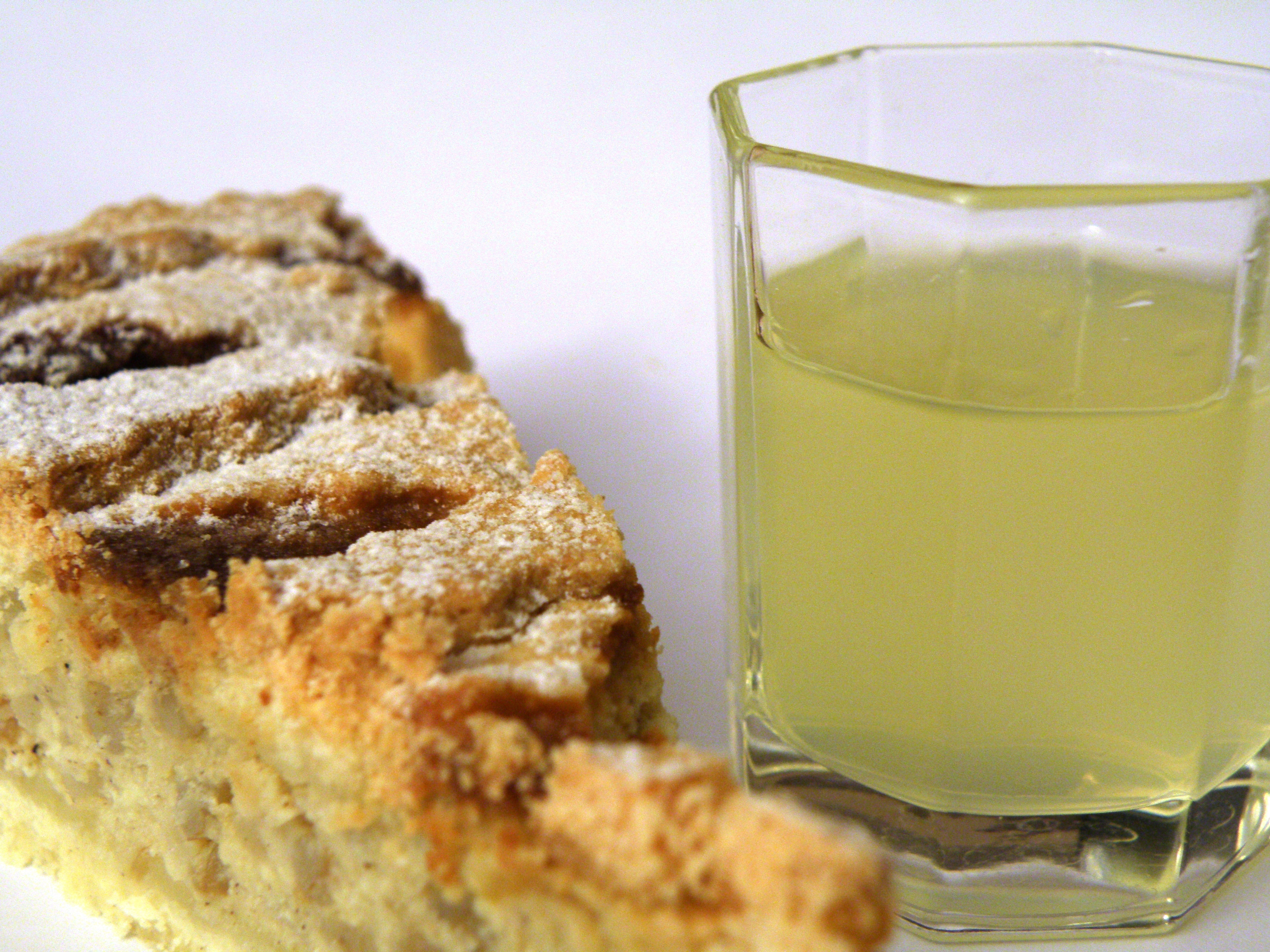
vaso de limoncello y trozo de pastiera

- Vinagre Balsámico de Cilento Higo Blanco (Cilento)
- Limoncello Chocolate (Península de Sorrento)
- Concierto (Costa Amalfitana)
- Cremoncello (Costa de Amalfi)
- Fresa
- Limoncello (Capri, Costa de Amalfi, Costa de Sorrento y Procida)
- Licor de trufa negra (Bagnoli Irpino)
- licor de cereza
- Licor de moras rojas (Provincia de Avellino)
- Licor de mandarina de Campi Flegrei (Pozzuoli, Bacoli, Monte di Procida, islas de Procida e Ischia)
- Licor de Arándanos (Costa de Amalfi)
- licor de hinojo
- Licor de bruja (Benevento)
- Malaca (Guardia Sanframondi)
- Nanassino (Provincia de Salerno)
- Nespolino (Pozzuoli, Bacoli, Monte di Procida, islas de Procida e Ischia)
- Nocillo (toda Campania)
- Rucolino (isla de Isquia)
- Jarabe de naranja rubia (Agro Nocerino-Sarnese)
- sidra de manzana Annurca
- sidra de manzana lemoncello
- Sidra de pera matese (Prata Sannita)
- Vino cocido

### Vinos

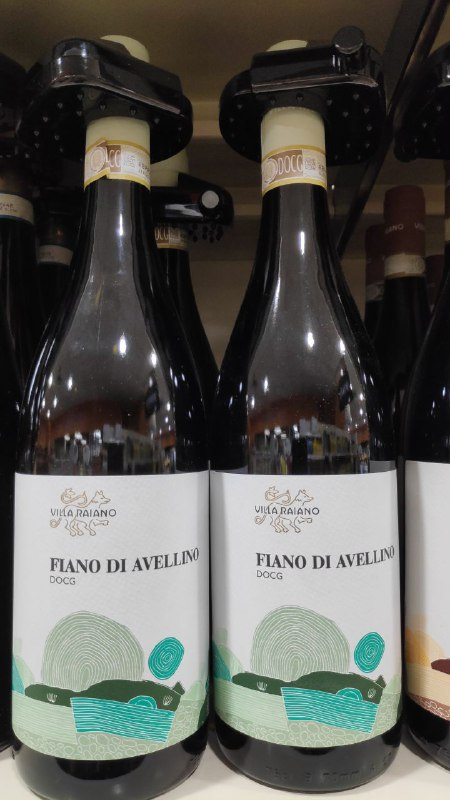
Fiano di Avellino

DOP/DOGC:
- Taurasi
- Greco di Tufo
- Fiano di Avellino
- Aglianico del Taburno
- Falerno del Massico

D.O.P./D.O.C.:
- Isquia
- Capri
- Vesubio
- Cilento
- Falerno del Massico
- castillo san Lorenzo
- Aversa
- Península de Sorrento
- Campi Flegrei
- Costa de Amalfi
- Galluccio
- samnio
- irpina
- Casavecchia de Pontelatone
- Falanghina del Sannio

I.G.T.:
- Colli di Salerno
- Dugenta
- Epomeo
- Paestum
- Pompeiano
- Roccamonfina
- Beneventano
- Terre del Volturno
- Campania
- Catalanesca del Monte Somma